# Pierre-Joseph Maës
Pour les articles homonymes, voir Maes.
Pierre Joseph Maës, né le 31 décembre 1787 au fort Saint Jean-Baptiste de Natchitoches, en Louisiane, décédé le 4 mai 1873 à Nantes, est un négociant, armateur et homme politique français.

## Biographie
Né en Louisiane dans la paroisse Saint-François du poste de Natchitoches le 31 décembre 1787, Pierre-Joseph Maës, d'origine hollandaise, est le fils de Pierre Joseph Maës (né le 3 septembre 1757 - Saint-Amand, décédé le 12 juin 1840 - Nantes), exploitant d'une plantation de tabac et de coton en Louisiane, et de Marianne d'Artigaux (née en 1761 à Bayonne, décédée le 26 février 1794 et inhumée au cimetière du fort Saint Jean-Baptiste de Natchitoches ; Sa tombe est la plus ancienne de l’actuel « Cimetière américain » de Natchitoches, ville qui compte aujourd'hui 20 000 habitants).
Pierre Joseph Maës épouse à Nantes le 28 janvier 1817, Elise Haentjens, fille de l'armateur nantais également d'origine hollandaise Mathias Haentjens, propriétaire du domaine de Gesvres à Treillières, et tante d'Alphonse-Alfred Haentjens. Héritière pour une partie du domaine, Elise reçoit 264 ha, situés sur la rive gauche du Gesvres. Elle et son mari feront construire en 1837, au lieu-dit "La Rivière", le château que l'on a coutume d'appeler "le Haut-Gesvres" et qui sera vendu en 1861 à Edmond Doré-Graslin,,.
Négociant et armateur, Pierre-Joseph Maës est président du tribunal de commerce de Nantes. La Maison d'armement Maës et Cornau, spécialisée dans l'armement de baleiniers, est une des plus importantes du port de Nantes. 
Partisan de la révolution de 1830, Pierre Joseph Maës fut nommé, après juillet, colonel de la garde nationale ; puis la démission de Louis Rousseau de Saint-Aignan lui ouvrit les portes de la Chambre des députés. Élu, le 21 octobre 1830, par le 1er arrondissement de la Loire-inférieure (Nantes), avec 462 voix (647 votants, 717 inscrits), il prit place au centre gauche et opina généralement avec le tiers-parti. Il obtint sa réélection, le 21 juin 1834, dans le 6e collège de la Loire-inférieure (Paimbœuf), avec 63 voix (109 votants, 150 inscrits), contre 25 à Aristide Locquet de Grandville, et suivit la même ligne politique jusqu'en 1837. À cette époque, il échoua (le 4 novembre), avec 52 voix contre 55 à l'élu, Félix Cossin. Il se présenta, sans plus de succès, aux renouvellements du 2 mars 1839 et du 9 juillet 1842.
Il est dans les principaux actionnaires de la Filature rouennaise de lin et de chanvre (La Foudre).
Parmi les 7 enfants de Pierre Joseph Maës et d'Elise Haentjens, Marie-Elisabeth Maës, née le 29 janvier 1821, épousera le négociant d'origine savoyarde Antoine Dufour (maire de Nantes en 1866), et sa sœur Eugénie Maës, née le 8 décembre 1822, épousera le colonel Charles Peyssard, également d'origine savoyarde, veuf de Blanche de Vassal-Montviel et frère du général Anne Joseph Peyssard.

### Sources
- « Pierre-Joseph Maës », dans Adolphe Robert et Gaston Cougny, Dictionnaire des parlementaires français, Edgar Bourloton, 1889-1891 [détail de l’édition]
- Louisiana: A Guide to the State - Page 308